# Шяуляйская гимназия искусств имени Саулюса Сондецкиса
Шяуляйская гимназия искусств имени Саулюса Сондецкиса (лит. Šiaulių Sauliaus Sondeckio menų gimnazija) — специализированная государственная гимназия в Шяуляе, основанная в 1939 году.

## История
В 1939 году, когда гитлеровская Германия анексировала Клайпедский край, Клайпедская музыкальная школа была закрыта. В результате в том же году была основана Шяуляйская музыкальная школа. Основал его дирижёр, педагог и профессор Юозас Каросас.
После окончания Второй мировой войны школа была известна как Шяуляйский музыкальный техникум, а позже — как Шяуляйская музыкальная школа. В 1990 году была создана новая дополнительная учебная кафедра, где проходило различное музыкальное образование. В 2010 году Шяуляйской консерватории было присвоено имя известного литовского дирижёра и профессора Саулюса Сондецкиса. Позже она была известна как Шяуляйская школа искусств Саулюса Сондецкиса (с 2011) и Шяуляйская гимназия искусств Саулюса Сондецкиса (с 2013).
Ежегодно гимназия принимает учеников в 9—12 классы. С 2012 года существуют и начальные классы.